# Pol Moya
Pol Moya, född 9 december 1996, är en andorransk friidrottare. Han deltog vid olympiska sommarspelen 2016 och olympiska sommarspelen 2020.